# Associazione Calcio Pavia 2015-2016
Questa voce raccoglie le informazioni riguardanti il Pavia nelle competizioni ufficiali della stagione 2015-2016.

## Stagione
La stagione 2015-2016 della società pavese, per il secondo anno gestita dalla dirigenza cinese, inizia sotto i migliori auspici spingendosi fino al quarto turno della Coppa Italia Tim Cup, dalla quale verranno estromessi per mano del Verona; in campionato il Pavia conquista 51 punti sul campo, con 2 punti di penalizzazione, raggiunge il nono posto. Miglior marcatore stagionale Andrea Ferretti con 16 reti firmate. Ma nel corso della stagione le prestazioni vanno peggiorando anche per l'acuirsi, nel corso del tempo, nonostante una campagna acquisti faraonica e ad esorbitanti cifre, della crisi societaria che coincide con un calo di prestazioni da parte della squadra. Al termine della tribolata stagione arriva la cessione, nel luglio 2016, delle quote societarie ad Alessandro Nuccilli alla simbolica cifra di 1 euro, il quale non riuscirà tuttavia ad iscrivere gli azzurri alla prossima Lega Pro, determinando il fallimento societario e la futura ripartenza degli azzurri pavesi dai dilettanti.

## Divise e sponsor
Il fornitore ufficiale di materiale tecnico per la stagione 2015-2016 è Joma mentre gli sponsor ufficiali sono La Versa (main sponsor), Lombarda Servizi (co-sponsor) e Università di Pavia (dietro sotto il numero di maglia).
| 1ª divisa | 2ª divisa | 3ª divisa |

## Organigramma societario
Area direttiva
- Presidente: Xiaodong Zhu
- Vicepresidente: Qiangming Wang
- Direttore generale: Nicola Bignotti
- Segretario: Marco Marchetti
- Team manager: Gianluca Sacchi

Area tecnica
- Allenatore: Michele Marcolini poi Stefano Rossini poi Fabio Brini
- Preparatori atletici: Roberto Ziggiotti e Stefano Tomarchio
- Medico sociale: dott. Ercole Zucca
- Fisioterapisti: Daniele De Feo e Leonardo Belotti

## Rosa
| N. |                   | Ruolo | Calciatore         |
| -- | ----------------- | ----- | ------------------ |
|    | Italia (bandiera) | P     | Davide Facchin     |
|    | Italia (bandiera) | P     | Gianmarco Fiory    |
|    | Italia (bandiera) | D     | Kastriot Dermaku   |
|    | Italia (bandiera) | D     | Matteo Abbate      |
|    | Italia (bandiera) | D     | Dario Biasi        |
|    | Italia (bandiera) | D     | Marco Cristini     |
|    | Italia (bandiera) | D     | Valerio Foglio     |
|    | Italia (bandiera) | D     | Luca Ghiringhelli  |
|    | Italia (bandiera) | D     | Alessandro Malomo  |
|    | Italia (bandiera) | D     | Antonio Marino     |
|    | Italia (bandiera) | D     | Marco Martin       |
|    | Italia (bandiera) | D     | Rocco Sabato       |
|    | Italia (bandiera) | D     | Angelo Siniscalchi |
|    | Italia (bandiera) | C     | Tommaso Bellazzini |
|    | Italia (bandiera) | C     | Claudio Bonanni    |
|    | Italia (bandiera) | C     | Federico Carraro   |

| N. |                    | Ruolo | Calciatore          |
| -- | ------------------ | ----- | ------------------- |
|    | Italia (bandiera)  | C     | Andrea Cristini     |
|    | Italia (bandiera)  | C     | Elio De Silvestro   |
|    | Italia (bandiera)  | C     | Giovanni La Camera  |
|    | Italia (bandiera)  | C     | Alessandro Marchi   |
|    | Malta (bandiera)   | C     | Rowen Muscat        |
|    | Italia (bandiera)  | C     | Nicola Pavan        |
|    | Italia (bandiera)  | C     | Giuseppe Pirrone    |
|    | Brasile (bandiera) | C     | Paulo Azzi          |
|    | Italia (bandiera)  | A     | Alessandro Cesarini |
|    | Italia (bandiera)  | A     | Emanuele Anastasia  |
|    | Italia (bandiera)  | A     | Stefano Del Sante   |
|    | Italia (bandiera)  | A     | Andrea Ferretti     |
|    | Croazia (bandiera) | A     | Paolo Grbac         |
|    | Italia (bandiera)  | A     | Jacopo Manconi      |
|    | Italia (bandiera)  | A     | Mattia Marchi       |
|    | Italia (bandiera)  | A     | Ferdinando Sforzini |

## Calciomercato

### Sessione estiva(dall'1/7 al 31/8)
| Acquisti | Acquisti           | Acquisti      | Acquisti      |
| R.       | Nome               | da            | Modalità      |
| -------- | ------------------ | ------------- | ------------- |
| P        | Antony Iannarilli  | Gubbio        | svincolato    |
| C        | Nicola Pavan       | Real Vicenza  | svincolato    |
| C        | Tommaso Bellazzini | Venezia       | svincolato    |
| C        | Alessandro Marchi  | Cremonese     | svincolato    |
| C        | Marco Cristini     | Real Vicenza  | svincolato    |
| A        | Stefano Del Sante  | Vigor Lamezia | svincolato    |
| D        | Marco Martin       | Südtirol      | svincolato    |
| C        | Rowen Muscat       | Birkirkara    | prestito      |
| D        | Angelo Siniscalchi | Mantova       | svincolato    |
| P        | Giovanni Volturo   | Savoia        | fine prestito |
| A        | Caio De Cenco      | Pontedera     | fine prestito |

| Cessioni | Cessioni           | Cessioni      | Cessioni      |
| R.       | Nome               | a             | Modalità      |
| -------- | ------------------ | ------------- | ------------- |
| A        | Pietro Cogliati    | Giana Erminio | svincolato    |
| C        | Lorenzo Carotti    | Maceratese    | svincolato    |
| D        | Samuele Sereni     | Mantova       | definitivo    |
| D        | Andrea Rosso       | Cremonese     | definitivo    |
| C        | Emanuele Bonvini   | Lomellina     | definitivo    |
| C        | Alex Pederzoli     | Pordenone     | definitivo    |
| A        | Andrea Soncin      | AlbinoLeffe   | prestito      |
| P        | Antony Iannarilli  | Pistoiese     | prestito      |
| A        | Caio De Cenco      | Pordenone     | prestito      |
| C        | Alessandro Corvesi | Prato         | prestito      |
| A        | Matteo Romanini    |               | svincolato    |
| C        | Paolo Bracchi      |               | svincolato    |
| D        | Simone Dejori      | Sampdoria     | fine prestito |

### Sessione invernale(dal 04/01 all'1/02)
| Acquisti | Acquisti            | Acquisti        | Acquisti      |
| R.       | Nome                | da              | Modalità      |
| -------- | ------------------- | --------------- | ------------- |
| C        | Jiří Kladrubský     | Kallonī         | svincolato    |
| C        | Giuseppe Pirrone    | Ascoli          | definitivo    |
| A        | Ferdinando Sforzini | Virtus Entella  | definitivo    |
| A        | Paulo Azzi          | Tombense        | prestito      |
| A        | Jacopo Manconi      | Novara          | prestito      |
| D        | Kastriot Dermaku    | Empoli          | prestito      |
| D        | Fabrizio Grillo     | Pescara         | svincolato    |
| C        | Elio De Silvestro   | Virtus Lanciano | prestito      |
| D        | Valerio Foglio      | Mantova         | definitivo    |
| A        | Caio De Cenco       | Pordenone       | fine prestito |

| Cessioni | Cessioni             | Cessioni     | Cessioni   |
| R.       | Nome                 | a            | Modalità   |
| -------- | -------------------- | ------------ | ---------- |
| A        | Stefano Del Sante    | Juve Stabia  | svincolato |
| D        | Denny Cardin         | Pro Piacenza | definitivo |
| A        | Mattia Marchi        | Mantova      | definitivo |
| C        | Nicola Pavan         | Renate       | prestito   |
| C        | Mattia Buongiorno    | Renate       | prestito   |
| D        | Marco Martin         | Pordenone    | prestito   |
| P        | Andrea De Toni       | Pordenone    | prestito   |
| C        | Giovanni La Camera   | Como         | prestito   |
| D        | Rocco Sabato         | Maceratese   | prestito   |
| D        | Andrea Cristini      | Mantova      | prestito   |
| A        | Caio De Cenco        | Trapani      | prestito   |
| P        | Giovanni Volturo     | Locarno      | prestito   |
| D        | Alessandro Angelotti |              | svincolato |

## Risultati

### Campionato

#### Girone di andata
| Arbitro: | Rossi (Rovigo) |

|                  |           |  |
| A. Brighenti 50’ | Marcatori |  |

| Arbitro: | Zingarelli (Siena) |

|                              |           |                      |
| A. Marchi 25’ Bellazzini 71’ | Marcatori | 90+1’ (rig.) Gliozzi |

| Arbitro: | Detta (Mantova) |

|                                                      |           |  |
| Cesarini 26’ (rig.), 69’ M. Marchi 54’ Del Sante 83’ | Marcatori |  |

| Arbitro: | Cipriani (Empoli) |

|                                    |           |                                          |
| Conrotto 21’ G. Cavalli 79’ (rig.) | Marcatori | 56’ (rig.), 90’ Cesarini 88’ A. Ferretti |

| Arbitro: | Pagliardini (Arezzo) |

|                        |           |                           |
| A. Ferretti 81’ (rig.) | Marcatori | 44’ Bobb 87’ (aut.) Biasi |

| Arbitro: | Capone (Palermo) |

|           |           |                      |
| Kanis 75’ | Marcatori | 19’, 90’ A. Ferretti |

| Arbitro: | Guida (Salerno) |

|                                             |           |  |
| Siniscalchi 60’ Bellazzini 71’ Cesarini 83’ | Marcatori |  |

| Arbitro: | Giua (Pisa) |

|                  |           |                 |
| Bruno 90’ (rig.) | Marcatori | 63’ A. Ferretti |

| Arbitro: | Pietropaolo (Modena) |

|                                   |           |  |
| Cesarini 6’ Bellazzini 24’ (rig.) | Marcatori |  |

| Meda 7 novembre 2015, ore 17:30 CET 10ª giornata | Renate                   | 0 – 0 referto | Pavia | Stadio Città di Meda (300 spett.)\| Arbitro: \| Catona (Reggio Calabria) \| |
| Arbitro:                                         | Catona (Reggio Calabria) |               |       |                                                                             |

| Arbitro: | Giovani (Grosseto) |

|                 |           |               |
| M. Cristini 48’ | Marcatori | 25’ Germinale |

| Arbitro: | Mancini (Fermo) |

|                    |           |            |
| Bocalon 56’, 90+3’ | Marcatori | 34’ Marino |

| Arbitro: | Paterna (Teramo) |

|                            |           |                        |
| Marino 29’ A. Ferretti 42’ | Marcatori | 39’ Ruopolo 60’ Ungaro |

| Reggio nell'Emilia 6 dicembre 2015, ore 17:30 CET 14ª giornata | Reggiana         | 0 – 0 referto | Pavia | Mapei Stadium - Città del Tricolore (3 825 spett.)\| Arbitro: \| Balice (Termoli) \| |
| Arbitro:                                                       | Balice (Termoli) |               |       |                                                                                      |

| Arbitro: | De Remigis (Teramo) |

|  |           |                           |
|  | Marcatori | 23’ Cruz 53’ (rig.) Sarao |

| Arbitro: | Valiante (Salerno) |

|  |           |                            |
|  | Marcatori | 23’ Malomo 61’ A. Ferretti |

| Arbitro: | Baroni (Firenze) |

|                          |           |                  |
| Cesarini 42’, 69’ (rig.) | Marcatori | 36’, 76’ Tortori |

#### Girone di ritorno
| Busto Arsizio 17 gennaio 2016, ore 15:00 CET 18ª giornata | Pro Patria       | 0 – 0 referto | Pavia | Stadio Carlo Speroni (913 spett.)\| Arbitro: \| Panarese (Lecce) \| |
| Arbitro:                                                  | Panarese (Lecce) |               |       |                                                                     |

| Pavia 24 gennaio 2016, ore 15:00 CET 19ª giornata | Pavia          | 0 – 0 referto | Cremonese | Stadio Pietro Fortunati (1 210 spett.)\| Arbitro: \| Curti (Milano) \| |
| Arbitro:                                          | Curti (Milano) |               |           |                                                                        |

| Arbitro: | Robilotta (Sala Consilina) |

|              |           |              |
| Spagnoli 25’ | Marcatori | 17’ Sforzini |

| Arbitro: | Andreini (Forlì) |

|                      |           |  |
| A. Ferretti 42’, 84’ | Marcatori |  |

| Arbitro: | Giovani (Grosseto) |

|                                            |           |                   |
| Jallow 32’ Siniscalchi 69’ (aut.) Iori 90’ | Marcatori | 31’, 53’ Sforzini |

| Arbitro: | Bichisecchi (Livorno) |

|                 |           |  |
| A. Ferretti 73’ | Marcatori |  |

| Arbitro: | Schirru (Nichelino) |

|             |           |                              |
| Orlando 42’ | Marcatori | 31’ A. Ferretti 81’ Cesarini |

| Arbitro: | Cipriani (Empoli) |

|                         |           |  |
| Foglio 37’ Cesarini 39’ | Marcatori |  |

| Arbitro: | Capone (Palermo) |

|                              |           |  |
| Altinier 26’, 90+2’ Neto 41’ | Marcatori |  |

| Arbitro: | Vesprini (Macerata) |

|              |           |                                    |
| Cesarini 57’ | Marcatori | 7’ (rig.) Napoli 11’ Scaccabarozzi |

| Arbitro: | Baroni (Firenze) |

|                     |           |                                       |
| Proietti 80’ (rig.) | Marcatori | 7’, 70’ A. Ferretti 47’, 74’ Cesarini |

| Arbitro: | Luciano (Lamezia Terme) |

|  |           |                     |
|  | Marcatori | 49’ Morero 83’ Sosa |

| Arbitro: | Bichisecchi (Livorno) |

|               |           |  |
| M. Marchi 63’ | Marcatori |  |

| Arbitro: | Pasciuta (Agrigento) |

|                            |           |  |
| Malomo 37’ A. Ferretti 49’ | Marcatori |  |

| Arbitro: | Di Gioia (Nola) |

|                                                          |           |                        |
| Varas Marcillo 7’ Bonanni 14’ (aut.) Bacio Terracino 22’ | Marcatori | 36’ Malomo 70’ Carraro |

| Arbitro: | Volpi (Arezzo) |

|  |           |                |
|  | Marcatori | 39’ Martignago |

| Arbitro: | Miele (Torino) |

|            |           |                                  |
| Romero 79’ | Marcatori | 53’ Manconi 58’, 89’ A. Ferretti |

### Coppa Italia
| Arbitro: | Tardino (Milano) |

|                                       |           |  |
| Malomo 16’ Cesarini 40’ La Camera 60’ | Marcatori |  |

| Arbitro: | Martinelli (Roma) |

|            |           |                                             |
| Talamo 61’ | Marcatori | 56’, 79’ Bellazzini 77’ Cesarini 84’ Malomo |

| Arbitro: | Fabbri (Ravenna) |

|  |           |               |
|  | Marcatori | 35’ Del Sante |

| Arbitro: | Abbattista (Bari) |

|             |           |  |
| Winck 90+1’ | Marcatori |  |

### Coppa Italia Lega Pro
| Arbitro: | Maggioni (Lecco) |

|               |           |                         |
| Montesano 13’ | Marcatori | 21’ Grbac 81’ Anastasia |

| Arbitro: | Massimi (Termoli) |

|                                |           |               |
| Picone 13’ M. Marconi 33’, 45’ | Marcatori | 61’ Del Sante |

## Statistiche
| Competizione          | Punti                | In casa | In casa | In casa | In casa | In casa | In casa | In trasferta | In trasferta | In trasferta | In trasferta | In trasferta | In trasferta | Totale | Totale | Totale | Totale | Totale | Totale | DR  |
| Competizione          | Punti                | G       | V       | N       | P       | Gf      | Gs      | G            | V            | N            | P            | Gf           | Gs           | G      | V      | N      | P      | Gf     | Gs     | DR  |
| --------------------- | -------------------- | ------- | ------- | ------- | ------- | ------- | ------- | ------------ | ------------ | ------------ | ------------ | ------------ | ------------ | ------ | ------ | ------ | ------ | ------ | ------ | --- |
| Lega Pro              | 49                   | 17      | 8       | 4       | 5       | 25      | 15      | 17           | 6            | 5            | 6            | 23           | 21           | 34     | 14     | 9      | 11     | 48     | 36     | +12 |
| Coppa Italia          | quarto turno         | 1       | 1       | 0       | 0       | 3       | 0       | 3            | 2            | 0            | 1            | 5            | 2            | 4      | 3      | 0      | 1      | 8      | 2      | +6  |
| Coppa Italia Lega Pro | sedicesimi di finale | 0       | 0       | 0       | 0       | 0       | 0       | 2            | 1            | 0            | 1            | 3            | 4            | 2      | 1      | 0      | 1      | 3      | 4      | -1  |
| Totale                | 49                   | 18      | 9       | 4       | 5       | 28      | 15      | 22           | 9            | 5            | 8            | 31           | 27           | 40     | 18     | 9      | 13     | 59     | 42     | +17 |

### Andamento in campionato
| Giornata  | 1  | 2 | 3  | 4 | 5 | 6 | 7 | 8 | 9 | 10 | 11 | 12 | 13 | 14 | 15 | 16 | 17 | 18 | 19 | 20 | 21 | 22 | 23 | 24 | 25 | 26 | 27 | 28 | 29 | 30 | 31 | 32 | 33 | 34 |
| --------- | -- | - | -- | - | - | - | - | - | - | -- | -- | -- | -- | -- | -- | -- | -- | -- | -- | -- | -- | -- | -- | -- | -- | -- | -- | -- | -- | -- | -- | -- | -- | -- |
| Luogo     | T  | C | C  | T | C | T | C | T | C | T  | C  | T  | C  | T  | C  | T  | C  | T  | C  | T  | C  | T  | C  | T  | C  | T  | C  | T  | C  | T  | C  | T  | C  | T  |
| Risultato | P  | V | V  | V | P | V | V | N | V | N  | N  | P  | N  | N  | P  | V  | N  | N  | N  | N  | V  | P  | V  | V  | V  | P  | P  | V  | P  | P  | V  | P  | P  | V  |
| Posizione | 12 | 6 | 10 | 6 | 9 | 5 | 4 | 4 | 4 | 3  | 3  | 7  | 6  | 8  | 10 | 7  | 6  | 7  | 8  | 8  | 8  | 9  | 7  | 7  | 6  | 7  | 8  | 8  | 8  | 9  | 7  | 9  | 9  | 9  |

Legenda:

Luogo: C = Casa; T = Trasferta. Risultato: V = Vittoria; N = Pareggio; P = Sconfitta.